# Врбовски
Врбовски, често неправилно називано Врбовско, је приградско насеље у Београду и поднасеље Падинске Скеле. Налази се у градској општини Палилула удаљено 28 km од центра Београда, и има око 1000 становника.

## Историја и назив места
Насеље је основао Пољопривредни комбинат Београд. Име је добило по погинулом капетану инжењерије Црвене армије Виктору Вербовском који је погинуо при ослобађању Београда са још тројицом црвеноармејаца када је немачка артиљерија оборила њихове авионе којима су управљали. Према другој верзији капетан и тројица војника су као заробљеници доведени у село да раде у магацинима немачке војске. Током повлачења немачке војске, напали су немачке војнике и погинули. Били су сахрањени у приватном поседу на обрадивом земљишту, па су ексхумирани под организацијом амбасаде Русије у мермерну гробницу, надомак огранка школе Олга Петров.

## Галерија
- Спомен плоча посвећена Виктору Вербовском
- Споменик и гробница у Врбовском
- Споменик и гробница у Врбовском